# Riachão (sambista)
Clementino Rodrigues, mais conhecido pelo apelido de Riachão (Salvador, 14 de novembro de 1921 — Salvador, 30 de março de 2020), foi sambista do Brasil, um dos mais reconhecidos do país, ao lado de Nelson Sargento, Dona Ivone Lara e mais alguns outros da velha guarda. Por se inspirar em episódios extravagantes da capital baiana (como a exposição de uma baleia na praça da Sé), ele passou a ser chamado de “cronista musical”. Expoente da era de ouro do rádio baiano nas décadas de 1940 e 1950, seus sambas irreverentes, tais como "Retrato da Bahia" e "Bochechuda e Papuda", o tornaram ganhador do "Troféu Gonzaga".
Trabalhou também como ator, atuando em alguns filmes, entre eles "A Grande Feira", de Roberto Pires, em 1961, e "Os Pastores da Noite", de Marcel Camus, em 1972, baseado na obra do amigo Jorge Amado. E em 2002, fez participação especial no seriado "Pastores da Noite", da Rede Globo de Televisão, baseado no filme.
Em 2001, no "Festival de Brasília", foi exibido o documentário "Samba Riachão", de Jorge Alfredo, que conta a sua história.
No ano de 2017 prestou depoimento na série "Depoimentos para a Posteridade", do MIS (Museu da Imagem e do Som do Rio de Janeiro), na sede da Praça XV

## Carreira
Aos nove anos já cantava nas serenatas, nos aniversários ou nas batucadas com os amigos do bairro onde nasceu - Garcia. Batucava em latas de água onde tamborilava seus sambas. A primeira composição veio aos 12 anos, um samba sem título que dizia: "Eu sei que sou moleque, eu sei, conheço o meu proceder/ Deixe o dia raiar que a minha turma, ela é boa para batucar".
O apelido "Riachão" ganhou ainda na infância, explica:
"Quando menino, eu gostava muito de brigar. Mal acabava uma peleja, já estava eu disputando outra. E aí chegavam os mais velhos para apartar, empregando aquele ditado popular: você é algum riachão que não se possa atravessar".— 
Riachão teve várias das suas músicas interpretadas por cantores nacionais, uma das mais conhecidas foi "Vá Morar com o Diabo", cantada por Cássia Eller. Também é de sua autoria a famosa música "Cada Macaco no Seu Galho", escolhida por Caetano Veloso e Gilberto Gil, em 1972, para marcar seus retornos ao Brasil depois de exílio político durante o regime militar no Brasil e que gravaram posteriormente.
Apesar de ter o talento reconhecido pela crítica e por grandes artistas da MPB, Riachão não conseguia se inserir no mercado. Só para se ter uma ideia, seu álbum “Sonho de Malandro”, de 1973, que predominam os sambas da malandragem, que é também a marca registrada da sua obra, mesclando metais, acordeom, flauta, coro de pastoras e até um regional de choro foi pouco divulgado, e vendeu pouco.
Em 1976, Riachão teve um samba proibido pela censura. A letra da música “Barriga Vazia” falava da fome: “Eu, de fome, vou morrer primeiro / você, de barriga,também vai morrer um dia”. A notícia da censura correu a cidade e, num show no ICBA, em 1976, a plateia universitária frequentadora contumaz do espaço cultural, localizado em um bairro de elite em Salvador, exigiu que Riachão a cantasse.
O álbum “Humanenochum”, lançado pelo selo Caravelas, em 2000, indicado ao Grammy Latino, representou um ponto de inflexão no reconhecimento nacional de sua obra. 
Ainda na ativa em 2013, lançou o CD Mundão de Ouro em colaboração com a cantora Vânia Abreu, gravado num estúdio de São Paulo, contando com quinze faixas, sendo 13 inéditas e incluindo os sucessos de sempre "Vá Morar com o Diabo" e "Cada Macaco no Seu Galho".

## Morte
Riachão morreu na madrugada do dia 30 de março de 2020, aos 98 anos, de causas naturais.

## Discografia
- por volta da década de 1960 - Umbigada da Baleia (Disco de 78 rotações)
- 1973 - Sonho de Malandro  (Selo Desenbanco • LP)
- 1973 - Samba da Bahia - Riachão, Batatinha e Panela (Selo Fontana Records • LP)
- 1981 - Sonho de Malandro (Relançamento do álbum de 1973. Selo Tapecar • LP)
- 2000 - Humanenochum (Selo Caravelas • CD)
- 2001 - Riachão (Selo Caravelas • CD)
- 2013 - Mundão de Ouro (Selo Comando S Discos • CD)

## Prêmios e Indicações
| Ano  | Prêmio                          | Categoria                          | Trabalho Indicado    | Info                                                                              | Resultado | Ref.   |
| ---- | ------------------------------- | ---------------------------------- | -------------------- | --------------------------------------------------------------------------------- | --------- | ------ |
| 2002 | 3º Grammy Latino                | Melhor Álbum de Samba/Pagode       | Humanenochum         |                                                                                   | Indicado  | [ 9 ]  |
| 2002 | 3º Grammy Latino                | Melhor Canção em Língua Portuguesa | Vá Morar com o Diabo | - Indicado como compositor. - A versão indicada foi interpretada por Cássia Eller | Indicado  | [ 10 ] |
| 2013 | 25º Prêmio da Música Brasileira | Álbum de Samba                     | Mundão de Ouro       |                                                                                   | Indicado  | [ 11 ] |
| 2013 | 25º Prêmio da Música Brasileira | Cantor do Ano                      | Mundão de Ouro       |                                                                                   | Indicado  | [ 11 ] |